# 阿尔弗雷德·舒茨
阿尔弗雷德·舒茨（德語：Alfred Schütz，1899年4月13日—1959年5月20日）是一名奥地利裔美国哲學家、社會學家和现象学家。

## 生平
舒茲生於奧地利，並在維也納學習法律與社會科學。畢業後在銀行工作，終其一生到去世前三年，他的正式職務都是在銀行中工作。1932年，出版了《社會世界的意義建構》。1939年移居美國，慢慢進入學術圈，並1943年成為紐約的新社會研究學院的講師。到1956年才辭去銀行工作，成為專任教授。但三年後，即1959年病逝紐約。
他的研究主要是現象學與社會科學方法論，初期主要受到胡塞爾、馬克斯·韋伯等人的哲學與社會學的影響。到美國以後更進一步接觸到美國實用主義哲學與芝加哥社會學派的影響，如約翰·杜威、威廉·詹姆士、米德等人，他的思想與理論也發展成為社會意義建構理論，與知識社會學等方向。
舒茲最主要的學術成果，是發展了以胡塞爾現象學為基礎的社會科學哲學，最早即1932年，出版的《社會世界的意義建構》，後來1967年出版的英譯本改名為《社會世界的現象學》（The phenomenology of the social world）。雖然舒茲從未成為胡塞爾的學生，但是這本著作出版後受到了胡塞爾的注意，一直到胡塞爾去世之前，舒茲一直與他保持聯繫。
舒茲到美國後，其理論發展成為社會意義建構理論，與知識社會學。但是因為還未開始專注在學術論著便過世了，其後的理論為他的學生托马斯·卢克曼所繼承，進一步建立其建構主義取向的社會學與知識社會學。

## 外部連結
- http://plato.stanford.edu/entries/schutz/ （页面存档备份，存于）